# Liste der Biografien/Rd
Liste der Biografien |
Portal Biografien |
Personensuche
# |
A |
B |
C |
D |
E |
F |
G |
H |
I |
J |
K |
L |
M |
N |
O |
P |
Q |
R |
S |
T |
U |
V |
W |
X |
Y |
Z |
?
 
Ra |
Rb |
Rd |
Re |
Rh |
Ri |
Rj |
Rk |
Rl |
Rm |
Rn |
Ro |
Rr |
Rs |
Rt |
Ru |
Rv |
Rw |
Rx |
Ry |
Rz
Die Liste der Biografien führt alle Personen auf, die in der deutschsprachigen Wikipedia einen Artikel haben. Dieses ist eine Teilliste mit 4 Einträgen von Personen, deren Namen mit den Buchstaben „Rd“ beginnt.

## Rd

### Rde
- Rdest, Gosia (* 1993), polnische Automobilrennfahrerin

### Rdu
- Rduch, Brunon (* 1960), deutsch-polnischer Badmintonspieler
- Rduch, Ingo (* 1964), deutscher Eishockeyspieler
- Rduch, Sebastian (* 1989), deutscher Badmintonspieler